# Cordonbleu cyanocéphale
Uraeginthus cyanocephalus
Espèce
Statut de conservation UICN

 LC  : Préoccupation mineure
Le Cordonbleu cyanocéphale (Uraeginthus cyanocephalus) est une espèce de passereau appartenant à la famille des Estrildidae.

## Description
Cet oiseau mesure environ 7.5 cm de longueur.

## Répartition
Cette espèce vit en Éthiopie, au Kenya, en Somalie, au Soudan et en Tanzanie.

## Habitat
Cet oiseau habite les zones de broussailles, de savanes et de déserts secs.

## Comportement
En 2015, une équipe de chercheurs a pu constater, en observant le comportement de cordonbleus à l'aide de caméras haute vitesse, que ceux-ci effectuaient au cours de la parade amoureuse, des battements de pattes impossibles à observer à l'œil nu, de l'ordre de quelques millisecondes chacun.

## Captivité
Cet oiseau s'adapte à la captivité mais s'y reproduit difficilement.